# Bad Girl
«Bad Girl» — (Плохая девушка) — третий сингл, выпущенный американской певицей Мадонной от музыкального альбома 1992 года — «Erotica».

## О песне
«Bad Girl» отметил резкое исчезновение главенствующих позиций в хит-парадах. Этот сингл стал вторым, начиная с 1984, не попавшим в двадцатку хит-парадов США. Сингл оставался на 36 позиции в хит-параде Billboard Hot 100. В Великобритании сингл сумел достичь 10-й позиции, в Канаде — 5-й. B-стороной в формата US 7" является следующий сингл певицы — «Fever».
Мадонна исполнила песню «Bad Girl» в январе 1993 года на телевизионном шоу — Saturday Night Live. В конце песни певица разорвала перед зрителями картину Джоя Баттафуоко, обращаясь к залу со словами: «Борись с реальным врагом!» (англ. Fight the real enemy!) Подобный случай к тому времени был замечен на одном из выступлений ирландской певицы Шинейд О’Коннор, которая несколькими месяцами ранее, совершила аналогичные действия с портретом Иоанна Павла II, Папы Римского.
Демоверсия песни, названная — «Обман» (англ. Cheat) была распространена в Интернете в конце ноября 2007 года.

## Музыкальное видео
Основная сюжетная линия в видео построена по мотивам книги и экранизации 1977 года — «В поисках мистера Гудбара». Мадонна предстаёт в образе «Луизы Орайол», манхэттенской женщины-руководителя, страдающей алкоголизмом и склонной ко встречам на одну ночь с разными мужчинами (от богатых яппи до мужчин более низкого уровня жизни). Луиза избирает этот путь для того, чтобы побороть приступы депрессии и печали, которые она испытывает в отношениях с человеком, которого любит, но с которым в действительности она не имеет никакого будущего.

Кадр из оригинальной версии клипа «Bad Girl» (на фото: Мадонна, Кристофер Уокен

Луиза выкуривает большое количество сигарет, пьёт коктейли и живёт постоянными случайными связями с разными мужчинами. Происходящая трагичность её жизненного уклада оплакивается в основной лирической линии песни. Известный американский актёр Кристофер Уокен, принявший участие в съёмках клипа, исполняет роль Ангела-хранителя Луизы, который пристально следит за совершаемыми ею действиями. Второе лицо Ангела, наблюдающего за Луизой — Ангел Смерти, являющийся ей перед последней встречей Луизы с человеком, который, по сюжету, душит её колготками. Появление Ангела Смерти приближает главную героиню к «поцелую смерти». Эту роль также исполнил Кристофер Уокен. Позже, актёр повторит уже сыгранную роль в комедийной драме 2006 года — «Клик: С пультом по жизни»)
Музыкальное видео было крайне негативно воспринято критиками. Они обратили внимание на затронутую в клипе тему жестоких убийств, показанные в видеоклипе обречённые отношения и выдвинутый на первый план навязчивый мотив серийных убийств и насилия.
Режиссёр клипа — Дэвид Финчер. Съёмки фильма происходили с 12 января по 18 января 1993 года, в Нью-Йорке. Образ Мадонны в видеоклипе на песню «Bad Girl» напоминает о характере её героини Ребекки Карлсон в фильме 1992 года «Тело как улика», премьера которого состоялась накануне выпуска сингла.
- Режиссёр — Дэвид Финчер
- Продюсер — Оливер Финчер
- Художник — Хуан Руис-Энчиа
- Редактор — Боб Дженкис
- Производственная компания — «Propaganda Films»

Стоит отметить, что имя «Луиза» — второе имя Мадонны. Ранее певица дала себе своё второе имя — «Лулу» (англ. Lulu). Как заявила певица интервью Кэрри Фишер, она часто использовала это имя для бронирования номеров в гостинице.

## Список композиций
Макси-сингл (США)
1. Bad Girl (Edit)
2. Fever (Murk Boys Miami Mix)
3. Fever (Extended 12")
4. Bad Girl (Extended Mix)
5. Fever (Murk Boys Deep South Mix)
6. Fever (Hot Sweat 12")

## Версии
1. Bad Girl (Edit)
2. Bad Girl (Альбомная версия)
3. Bad Girl (Extended Mix)
4. Bad Girl" (Видео инструментал)
5. Bad Girl" (Видеоверсия)

## Чарты
| Chart (1993)                       | Peak position |
| ---------------------------------- | ------------- |
| Австралия (ARIA)                   | 32            |
| Канада (RPM Top Singles)           | 20            |
| Нидерланды (Dutch Top 40)          | 34            |
| Франция (SNEP)                     | 44            |
| Германия (GfK)                     | 47            |
| Ирландия (IRMA)                    | 20            |
| Italy (FIMI)                       | 3             |
| Новая Зеландия (Recorded Music NZ) | 35            |
| Швейцария (Schweizer Hitparade)    | 25            |
| Великобритания (OCC UK Singles)    | 10            |
| США (Billboard Hot 100)            | 36            |
| США (Billboard Pop Airplay)        | 26            |

| Чарт (1993)            | Место |
| ---------------------- | ----- |
| Italian Singles (FIMI) | 57    |